# Muzea w Bydgoszczy

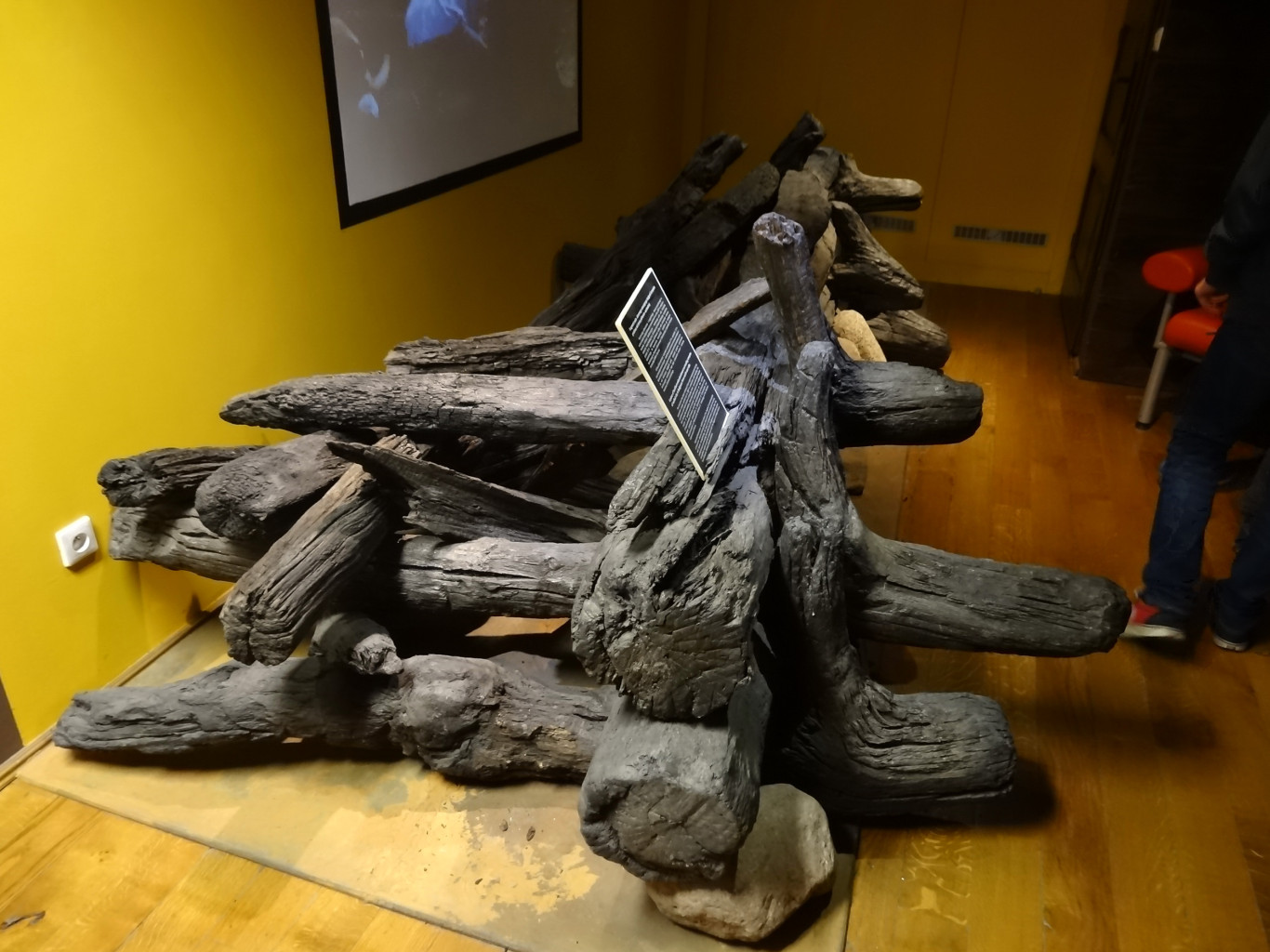
Fragment wału obronnego grodu bydgoskiego datowany na 1040 rok – Biały Spichlerz

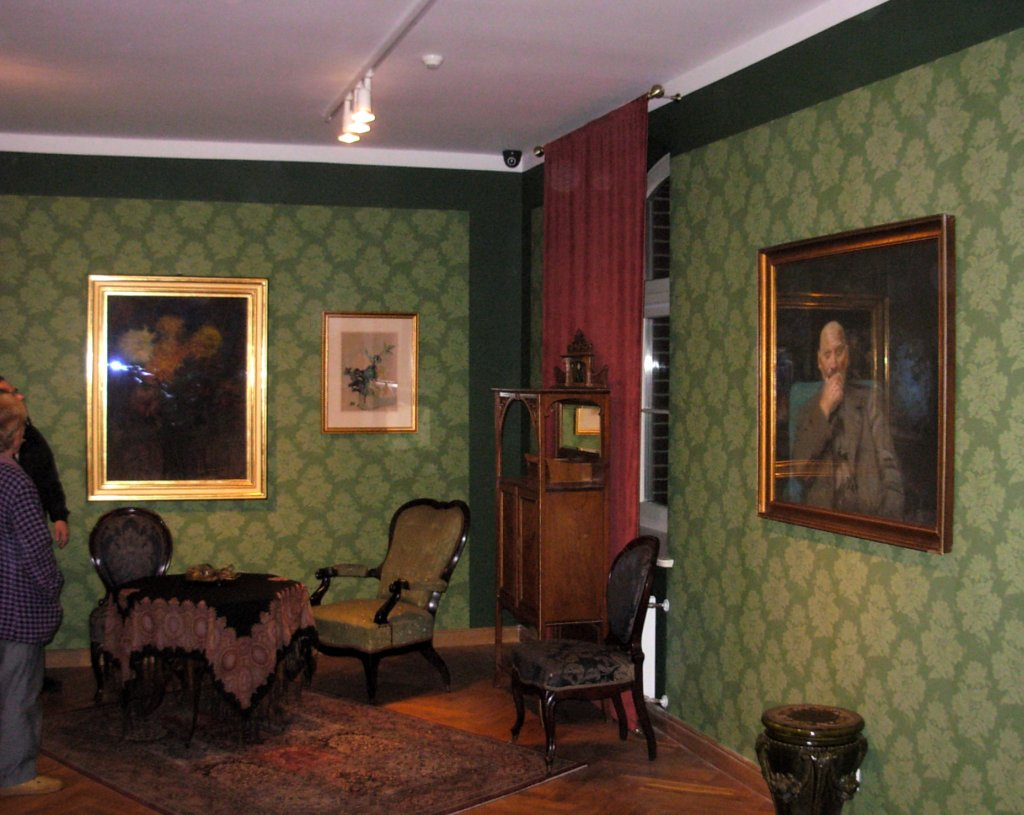
Wnętrze Domu Leona Wyczółkowskiego

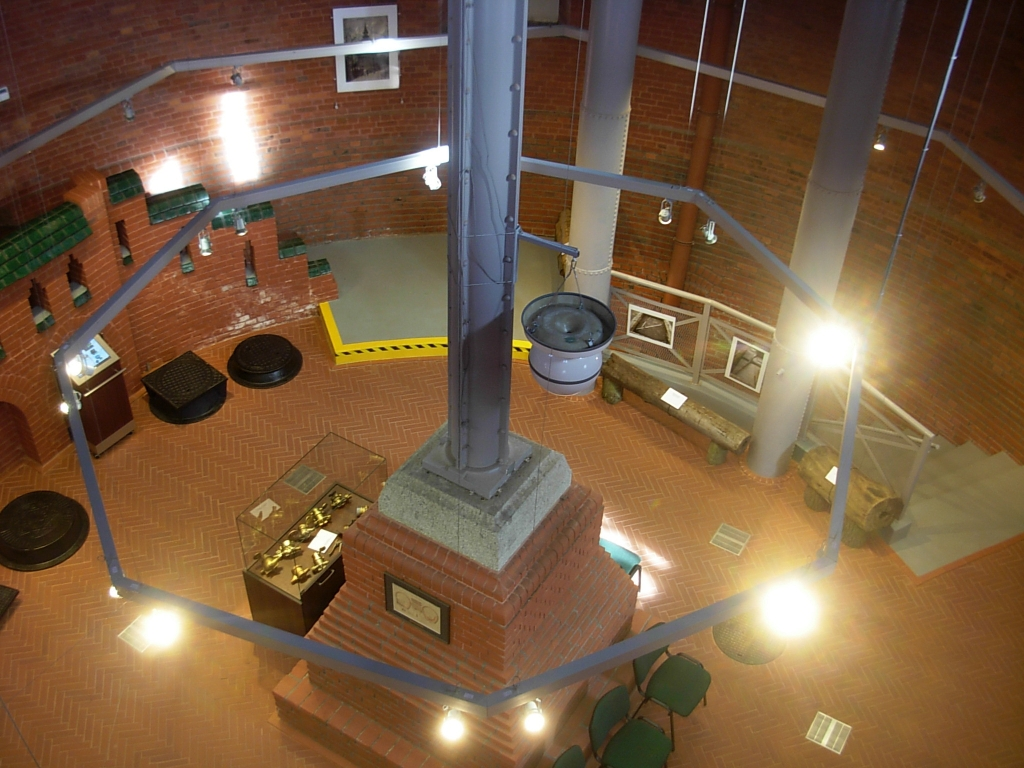
Wnętrza Muzeum Wodociagów – wieża ciśnień

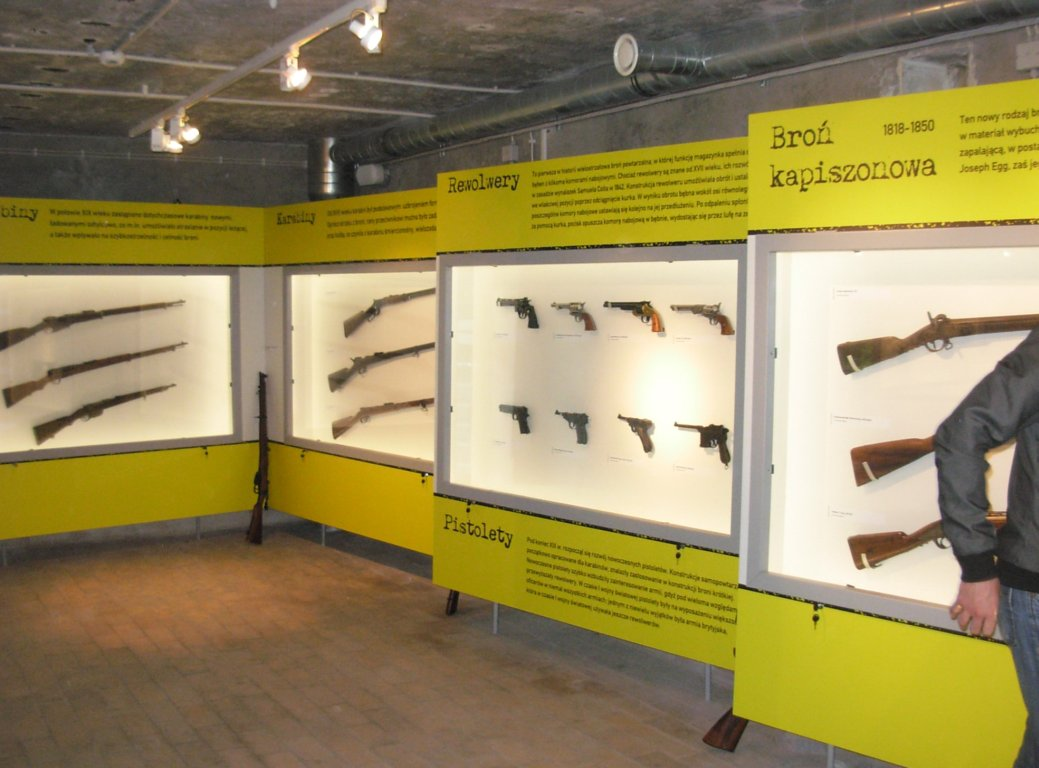
Wystawa broni strzeleckiej w Exploseum

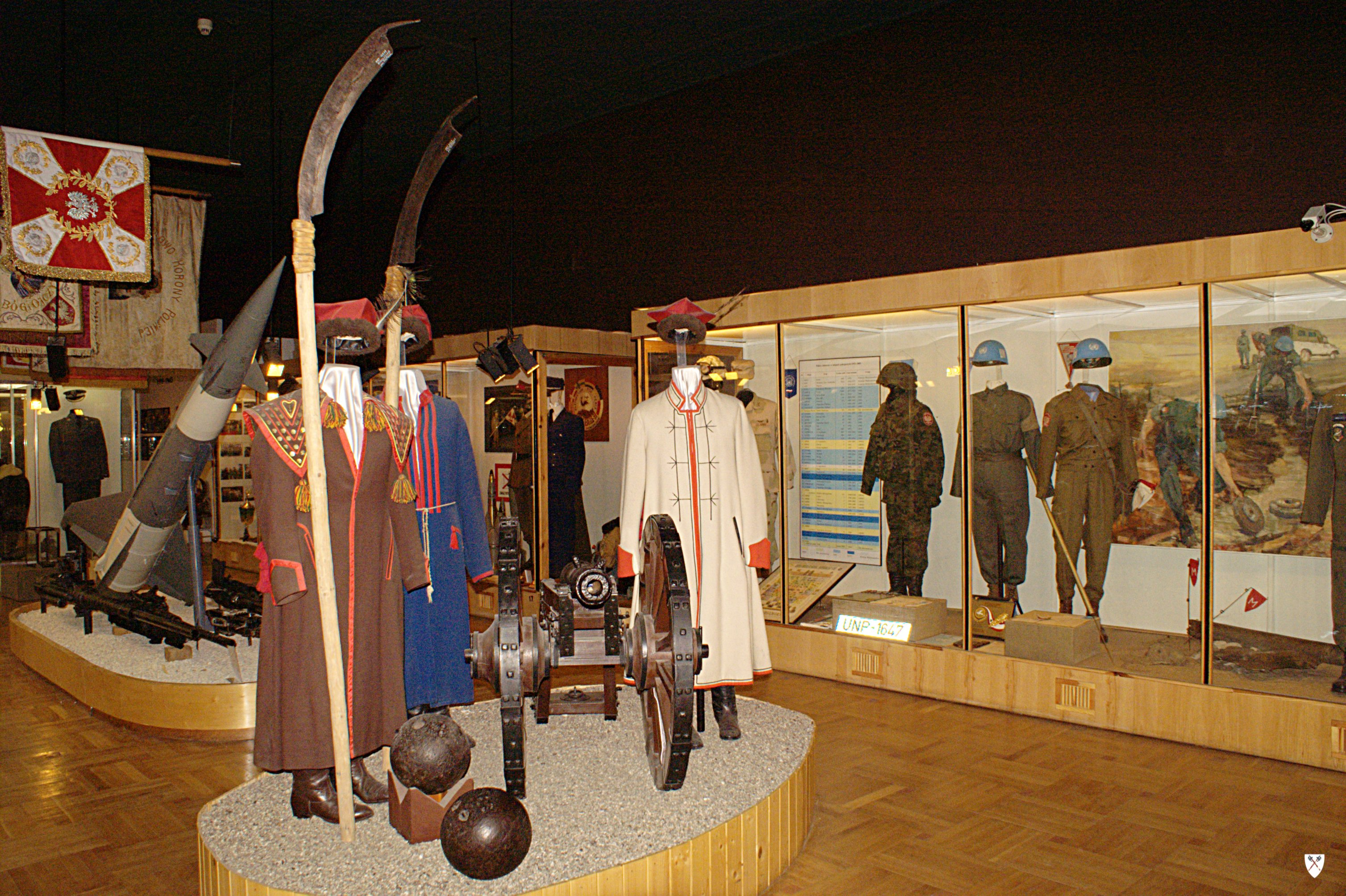
Wnętrze Muzeum Wojsk Lądowych

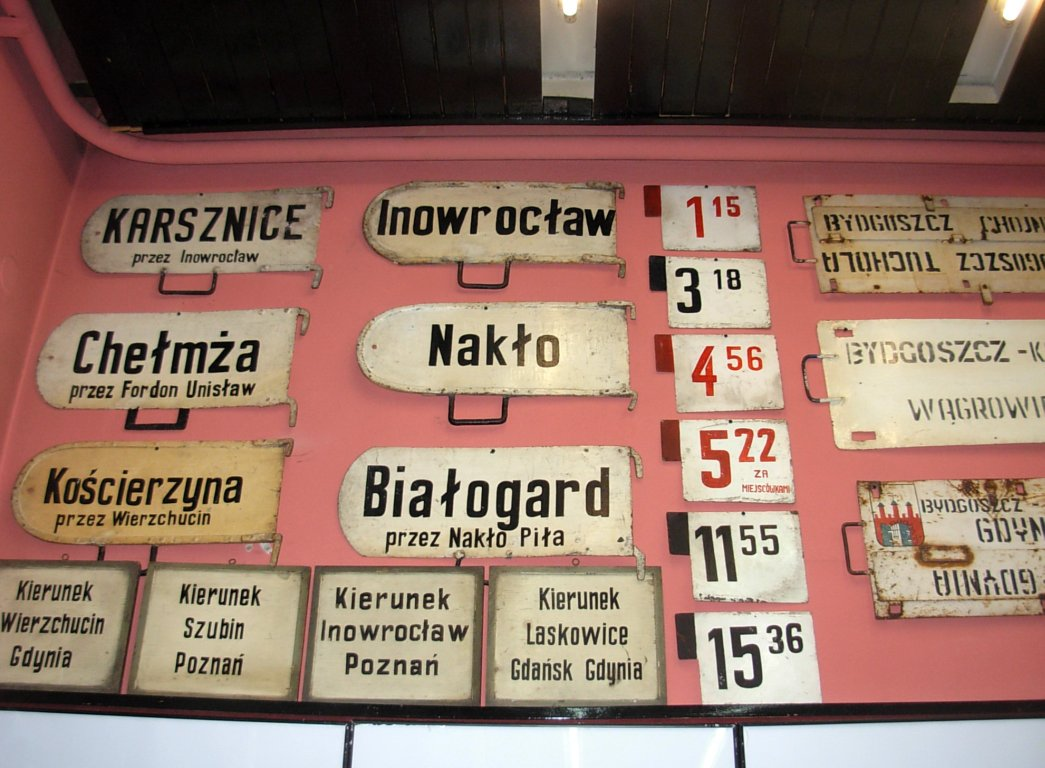
Izba Tradycji Bydgoskich Dróg Żelaznych

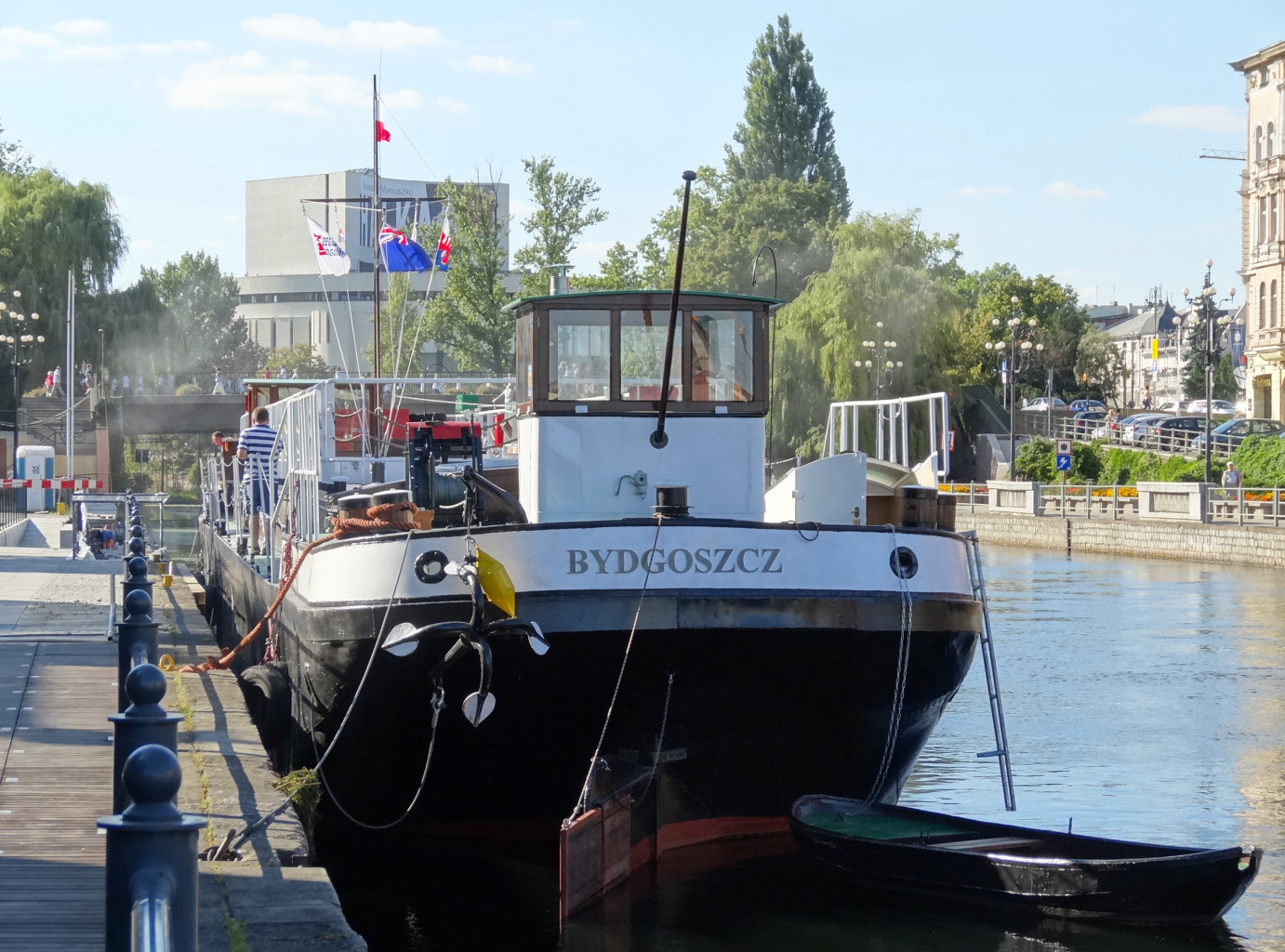
Barka Lemara – muzeum tradycji wodniackich i szyperskich

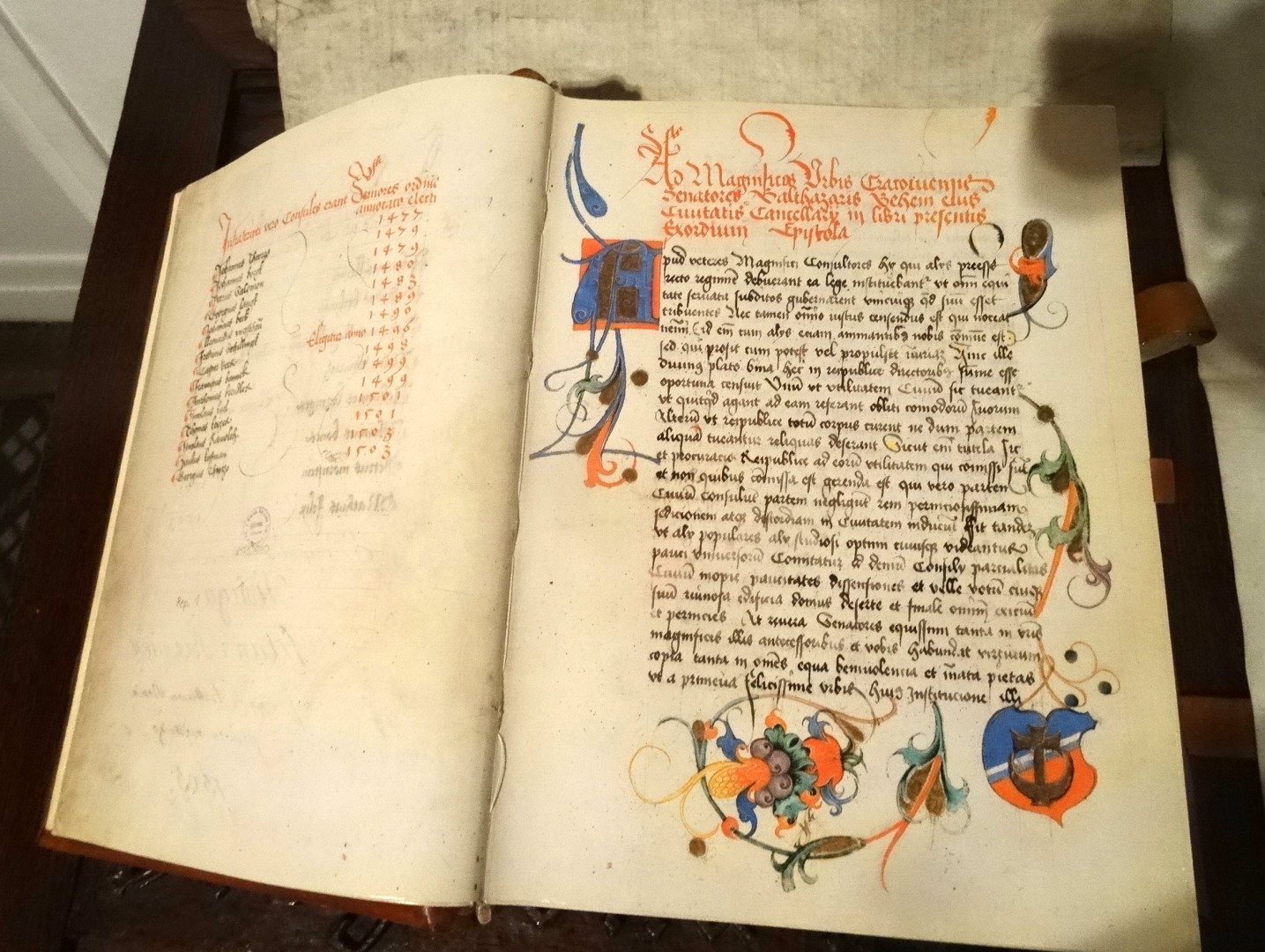
Jeden z inkunabułów Biblioteki Bernardynów Bydgoskich

Muzea w Bydgoszczy – placówki kulturalne w Bydgoszczy, zajmujące się gromadzeniem, badaniem oraz eksponowaniem obiektów posiadających wartości historyczne, bądź artystyczne. Wśród listy muzeów bydgoskich znajdują się obiekty w gestii władz samorządowych, wojskowych, szkół wyższych, stowarzyszeń oraz osób prywatnych.

## Tradycje
Początki muzealnictwa w Bydgoszczy sięgają 1880 roku, kiedy założono Towarzystwo Historyczne Obwodu Nadnoteckiego, zajmujące się poszukiwaniem i przechowywaniem przedmiotów o wartości historycznej, zwłaszcza z Bydgoszczy i okolicy. Eksponaty wystawiano najpierw w jednym z pomieszczeń gimnazjum miejskiego, a następnie na przebudowanym chórze w kościele klarysek. Po włączeniu Bydgoszczy do odrodzonego państwa polskiego w 1920 r. ocalała przed wywózkami do Niemiec część zbiorów Towarzystwa stała się zrębem nowo organizowanego Muzeum Miejskiego. Placówka ta otwarta w 1923 roku, otrzymała w 1937 r. spuściznę artystyczną po zmarłym Leonie Wyczółkowskim. W 1939 r. zbiory Muzeum Miejskiego liczyły 6803 pozycje, z czego połowa przypadała na archeologię, 1900 na sztukę, 873 na numizmatykę, 210 – rzemiosło i pamiątki bydgoskie, 200 – etnografię (w tym afrykańską), 160 – medalierstwo oraz 150 – wojskowość. W dwudziestoleciu międzywojennym urządzono również ekspozycję zachowanej z XVI-XVII w. Biblioteki Bernardynów Bydgoskich. Po II wojnie światowej oprócz rozwoju Muzeum Miejskiego, przekształconego w 1975 r. na Okręgowe im. Leona Wyczółkowskiego, otwarto szereg nowych placówek, z których ważniejsze to Pomorskie Muzeum Wojskowe i Muzeum Oświaty. Po 1990 r. powstało kilkanaście nowych muzeów, funkcjonujących w większości poza strukturami samorządowymi. Do znacznego rozwoju muzealnictwa przyczyniła się rewitalizacja Wyspy Młyńskiej przeprowadzona w latach 2006-2012. W odrestaurowanych budynkach ulokowano szereg oddziałów i wystaw Muzeum Okręgowego, m.in. zbiory archeologiczne (Biały Spichlerz), Galerię Sztuki Nowoczesnej (Czerwony Spichlerz), Europejskie Centrum Pieniądza (budynek mennicy), Dom Leona Wyczółkowskiego.

## Współczesność
Wśród placówek muzealnych, które znajdują się w Bydgoszczy, największe i najstarsze jest Muzeum Okręgowe, założone w 1923 roku, znajdujące się w Państwowym Rejestrze Muzeów. Do placówek, które nie mają swoich odpowiedników w innych częściach kraju są m.in.: Muzeum Dyplomacji i Uchodźstwa Polskiego, Muzeum Kanału Bydgoskiego, Muzeum Wodociągów, Muzeum Mydła i Historii Brudu oraz Eksploseum, w którym można zwiedzić zachowane fragmenty jednej z największych, zbudowanych w Polsce fabryk zbrojeniowych III Rzeszy. W zespole pałacowo-parkowym w Ostromecku (będącym własnością miasta Bydgoszczy) funkcjonuje muzeum fortepianów.
Od 2005 corocznie w Bydgoszczy w maju lub czerwcu organizowana jest Noc Muzeów, podczas której można bezpłatnie zwiedzić placówki obecne na terenie miasta, oraz uczestniczyć w zorganizowanych z tej okazji wydarzeniach kulturalnych.

## Wykaz muzeów w Bydgoszczy
| Nazwa                                                  | Adres                                         | Rok powstania  | Tematyka | Uwagi |
| Muzeum Okręgowe im. Leona Wyczółkowskiego w Bydgoszczy | Gdańska 4                                     | 1923 (1880)    | zbiory z działów: archeologii, etnografii, grafiki, historii, muzyki, numizmatyki, sztuki, historii techniki, biblioteki | Posiada największą w kraju kolekcję dzieł Leona Wyczółkowskiego, Maksymiliana Piotrowskiego i Waltera Leistikowa oraz jedną z większych w kraju kolekcji sztuki współczesnej. Muzeum prezentuje wystawy stałe związane z historią Bydgoszczy, twórczością Leona Wyczółkowskiego oraz Galerię Sztuki Nowoczesnej w Czerwonym Spichrzu na Wyspie Młyńskiej. Tematyka wystaw czasowych związana jest głównie z historią Bydgoszczy i regionu, malarstwem, rzeźbą i sztuką, a także nawiązuje do rocznic i jubileuszy. Muzeum posiada liczne zabytki archeologiczne, w tym najstarsze z epoki kamienia, kolekcję malarstwa polskiego i zagranicznego, rzeźb, obiektów i instalacji, reliefu oraz fotografii artystycznej i fonografii. Posiada kolekcję monet ze wszystkich mennic czynnych w Polsce na przestrzeni wieków, od monet piastowskich aż do współczesnych (w tym mennicy bydgoskiej). Posiada również zbiory etnograficzne i pamiątki historyczne z regionu bydgoskiego. Wystawy odbywają się w zabytkowych spichrzach nad Brdą oraz budynkach na Wyspie Młyńskiej. Obiekty należące do MOB: 1. Spichrze nad Brdą (ul. Grodzka 7-11, Bydgoszcz) 2. Zbiory Archeologiczne (ul. Mennica 2, Wyspa Młyńska, Bydgoszcz) 3. Europejskie Centrum Pieniądza (ul. Mennica 4, Wyspa Młyńska, Bydgoszcz) 4. Galeria Sztuki Nowoczesnej (ul. Mennica 8, Wyspa Młyńska, Bydgoszcz) 5. Dom Leona Wyczółkowskiego (ul. Mennica 7, Wyspa Młyńska, Bydgoszcz) 6. Exploseum (ul. Alfreda Nobla, Bydgoszcz) |
| Biblioteka Bernardynów w Bydgoszczy                    | Długa 41                                      | 1936           | księgozbiór | Ekspozycja urządzona w stylizowanym pomieszczeniu urządzonym w gmachu Wojewódzkiej i Miejskiej Biblioteki Publicznej w Bydgoszczy. Zawiera udostępniony do zwiedzania w grupach zorganizowanych, najstarszy zachowany księgozbiór w Bydgoszczy, zawierający inkunabuły i druki z XV-XVIII w. |
| Izba Pamięci Adama Grzymały-Siedleckiego               | Libelta 5/10                                  | 1968           | pamiątki po Adamie Grzymale-Siedleckim                                                                                   | Izba mieści się w dawnym mieszkaniu Adama Grzymały-Siedleckiego – polskiego krytyka literackiego i teatralnego, dramatopisarza i prozaika związanego z Bydgoszczą w latach 1922–1939 oraz 1945–1967. Eksponowane są pamiątki po pisarzu oraz materiały dotyczące historii teatru w Bydgoszczy: afisze, programy i fotografie ze sztuk teatralnych. W mieszkaniu mieści się również czytelnia teatrologiczna posiadająca bogaty księgozbiór poświęcony historii teatru polskiego i powszechnego. |
| Muzeum Wojsk Lądowych                                  | Czerkaska 2                                   | 1973 (1928)    | wojskowość, militaria, falerystyka                                                                                       | Prezentuje wojskowe dzieje Pomorza i Kujaw począwszy od Powstania wielkopolskiego 1918–1919. Wśród wystaw stałych znajdują się ekspozycje wyposażenia i broni piechoty i wojsk zmechanizowanych, uzbrojenie, ubiory, dokumenty, malarstwo, falerystyka, odznaki pamiątkowe i odznaczenia, a na zewnątrz budynku wystawa plenerowa ciężkiego sprzętu wojennego, schronów i rakiet bojowych |
| Izba Tradycji Bydgoskich Dróg Żelaznych                | Inwalidów 26 (Dworzec Wschód)                 | 1979           | pamiątki związane z Bydgoskim Węzłem Kolejowym                                                                           | Prezentuje pamiątki związane z funkcjonowaniem Bydgoskiego Węzła Kolejowego, mundury kolejarskie, akcesoria torowe, stanowisko dyżurnego ruchu i inne. Muzeum jest prowadzone przez Bydgoskie Towarzystwo Przyjaciół Kolei. Izba Tymczasowo zamknięta |
| Muzeum Oświaty w Bydgoszczy                            | Marii Curie-Skłodowskiej 4                    | 1985 (1979)    | wyposażenie szkolne | Muzeum prezentuje sprzęty szkolne, wyposażenie uczniów i nauczycieli, fotografie, nagrania, świadectwa szkolne, oraz akta szkół i organizacji uczniowskich ze szkół w Bydgoszczy i regionie bydgoskim, począwszy od okresu zaboru pruskiego, aż po czasy współczesne. Posiada cztery wystawy stałe, organizuje ekspozycje czasowe oraz prowadzi działalność dydaktyczną. |
| Muzeum Misyjne Zgromadzenia Ducha Świętego             | Aleje Jana Pawła II 117                       | lata 90. XX w. | pamiątki misyjne | Muzeum Misyjne przy Wyższym Seminarium Duchownym Zgromadzenia Ducha Świętego. Zawiera pamiątki związane z działalnością misjonarską duchaczy w Afryce, Azji, Ameryce Północnej i Południowej. |
| Muzeum Dyplomacji i Uchodźstwa Polskiego w Bydgoszczy  | Berwińskiego 4                                | 1998           | historia dyplomacji i rządu polskiego na uchodźstwie w Londynie                                                          | Obrazuje historię dyplomacji i uchodźstwa polskiego, w tym przede wszystkim działalność Karola Poznańskiego (1893–1971) – konsula generalnego II RP w Londynie. Kolekcję stanowią oryginalne dokumenty, fotografie, korespondencja, rękopisy i testamenty wybitnych Polaków, kolekcja sztychów Stefana Mrożewskiego (1894–1975) oraz zbiór polskich banknotów z okresu międzywojennego. |
| Muzeum Farmacji w Bydgoszczy                           | Gdańska 5                                     | 2003           | wyposażenie apteki z XIX wieku                                                                                           | Większość zbiorów stanowi dawne wyposażenie apteki „Pod Łabędziem” w Bydgoszczy oraz eksponaty pochodzące z zachodnich ziem Polski i terenu dzisiejszych Niemiec, byłego Królestwa Kongresowego, zachodnich guberni zaboru rosyjskiego oraz Galicji. Muzeum mieści się na zapleczu apteki „Pod Łabędziem” założonej w 1852 r. i posiada pięć pomieszczeń: zielarnię, laboratorium galenowe, bibliotekę muzealną, recepturę oraz zaaranżowany na salę wystawową korytarz |
| Muzeum Fotografii w Bydgoszczy                         | Królowej Jadwigi 14                           | 2004           | fotografie i sprzęt fotograficzny,                                                                                       | Posiada zbiory eksponatów związanych z fotografią dawną i dzisiejszą. Muzeum organizuje wernisaże fotograficzne, kursy, warsztaty i pokazy. Posiada atelier, ciemnię fotograficzną oraz czytelnię. Mieści się w dawnym budynku wozowni z XIX wieku i jest częścią Akademickiej Przestrzeni Kulturalnej Wyższej Szkoły Gospodarki w Bydgoszczy. |
| Muzeum Kanału Bydgoskiego                              | Nowogrodzka 3                                 | 2006           | pamiątki związane z Kanałem Bydgoskim i Bydgoskim Węzłem Wodnym                                                          | Muzeum eksponuje zdjęcia i eksponaty przedstawiające Kanał Bydgoski oraz życie codzienne toczące się nad kanałem. Ekspozycja zawiera między innymi wyposażenie barek, mundury oraz inne przedmioty związane z pracą barkarzy i innych osób związanych z żeglugą śródlądową. |
| Muzeum Wolności i Solidarności w Bydgoszczy            | Plac Kościeleckich 8                          | 2006           | pamiątki związane z walką narodu polskiego o wolność                                                                     | Muzeum dokumentuje przywiązanie narodu polskiego do wolności, eksponuje wystawy historycznych pamiątek, archiwaliów, filmów dokumentalnych i dzieł sztuki, w tym związanych z NSZZ Solidarność. |
| Muzeum Energetyki w Bydgoszczy                         | Mennica 2a                                    | 2009           | zabytkowe wyposażenie elektrowni wodnych                                                                                 | Ekspozycja urządzona w pomieszczeniach elektrowni wodnej „Kujawska” przy jazie farnym. Prezentuje się tu zabytkowe wyposażenie elektrowni, urządzenia energetyczne oraz duże zbiory odbiorników radiowych z XX wieku (250 szt.) Gromadzone eksponaty mają przypominać historię bydgoskiej energetyki, elektrowni wodnych działających na tym terenie oraz sylwetki osób, które tę historię tworzyły. |
| Galeria Sportu Bydgoskiego                             | ul. Gdańska 163                               | 2009           | pamiątki związane ze sportem bydgoskim                                                                                   | Prezentuje historię, medale, trofea, sprzęt, wyposażenie oraz zdjęcia archiwalne klubów i sportowców z Bydgoszczy i regionu, którzy odnosili sukcesy w kraju, na świecie i na olimpiadach. |
| Muzeum Wodociągów w Bydgoszczy                         | Wieża ciśnień i Stacja wodociągów Las Gdański | 2012           | sprzęt wodociągowo-kanalizacyjny                                                                                         | Ekspozycja starych, drewnianych rur wodociągowych, hydrantów, zdrojów ulicznych, pokryw studzienek i innego sprzętu wodociągowego i kanalizacyjnego z początku XX w. wraz z ekspozycjami mulitedialnymi. Wystawy umieszczone w zabytkowej stacji wodociągów w Lesie Gdańskim oraz w wieży ciśnień tworzą ścieżkę edukacyjną. |
| Muzeum Mydła i Historii Brudu w Bydgoszczy             | ul. Długa 13-17                               | 2012           | mydło, urządzenia i produkty związane z higieną                                                                          | Ekspozycja przedstawia najstarsze przenośne toalety, pierwsze prysznice, łaźnie, żeliwne wanny, szczotki do szorowania, a także balie, maglownice, pralki i suszarki oraz bogatą kolekcję mydeł z całego świata. Placówka ma charakter żywego muzeum, w którym można samemu tworzyć kompozycje mydeł w oryginalnej formie i kolorze, z indywidualnie dobranymi dodatkami, które po pokazie uczestnicy zabierają na pamiątkę. |
| Muzeum fortepianów                                     | ul. Bydgoska 9 Ostromecko                     | 2012           | fortepiany, pianina | Kolekcja Zabytkowych Fortepianów im. Andrzeja Szwalbego znajduje się we wnętrzach XVIII-wiecznego Pałacu Mostowskich w Ostromecku, który jest własnością miasta Bydgoszczy i zarządzany przez Miejskie Centrum Kultury. Kolekcja obejmuje fortepiany skrzydłowe, stołowe, pianina, mieszane oraz inne instrumenty, wyprodukowane w XIX wieku w Polsce, innych krajach europejskich oraz USA. |
| Barka Lemara                                           | ul. Spichlerna Bydgoszcz                      | 2014           | barka towarowa żeglugi śródlądowej                                                                                       | Ekspozycja tradycji wodniackich i szyperskich znajduje się w barce towarowej z 1937 nie posiadającej napędu własnego (tzw. finówka duża, niem. Gross Finow-Masskahn), zacumowanej na stałe na Brdzie przy ul. Spichlernej w centrum miasta. Wewnątrz znajduje się m.in. kajuta z kuchnią, sypialnią i salonikiem, w jakiej zamieszkiwała rodzina szypra. |
| Muzeum Konsol i Gier Wideo Prehistoria.pl              | ul. Adama Grzymały-Siedleckiego 27 Bydgoszcz  | 2018           | konsole, gry wideo | Wystawa konsol i gier wideo. Poza oglądaniem eksponatów można zagrać w stare, kultowe gry komputerowe. |